# Marathon des Alpes-Maritimes
Marathon des Alpes-Maritimes – maratoński bieg uliczny rozgrywany co roku pomiędzy Niceą i Cannes, we Francji. Pierwsza edycja maratonu odbyła się 9 listopada 2008 roku. Od początku w zawodach uczestniczyli zarówno mężczyźni, jak i kobiety. Impreza odbywa się każdego roku w listopadzie.

## Lista zwycięzców
Lista zwycięzców:
| Edycja | Data              | Mężczyźni          | Kraj    | Czas    | Kobiety           | Kraj    | Czas    |
| ------ | ----------------- | ------------------ | ------- | ------- | ----------------- | ------- | ------- |
| 1.     | 9 listopada 2008  | Jacob Kitur        | Kenia   | 2:11:12 | Oksana Kuzmicheva | Rosja   | 2:37:10 |
| 2.     | 8 listopada 2009  | Adelo Roba         | Etiopia | 2:10:17 | Merima Mohammed   | Etiopia | 2:33:56 |
| 3.     | 14 listopada 2010 | Tsegaye Botoru     | Etiopia | 2:10:27 | Radiya Roba       | Etiopia | 2:30:37 |
| 4.     | 20 listopada 2011 | Lucas Kanda        | Kenia   | 2:08:40 | Te'ame Shumye     | Etiopia | 2:30:53 |
| 5.     | 4 listopada 2012  | Eliud Magut        | Kenia   | 2:10:32 | Aregu Lechisa     | Etiopia | 2:31:57 |
| 6.     | 10 listopada 2013 | Abdisa Sori        | Etiopia | 2:13:58 | Salina Kosgei     | Etiopia | 2:41:34 |
| 7.     | 9 listopada 2014  | Shume Hailu        | Etiopia | 2:09:27 | Rose Jepchumba    | Kenia   | 2:33:52 |
| 8.     | 8 listopada 2015  | Barnabas Kiptum    | Etiopia | 2:10:43 | Rose Jepchumba    | Kenia   | 2:36:02 |
| 9.     | 13 listopada 2016 | Elisha Kipchirchir | Kenia   | 2:10:45 | Biruk Tilahun     | Etiopia | 2:37:56 |